# Sam Roberts

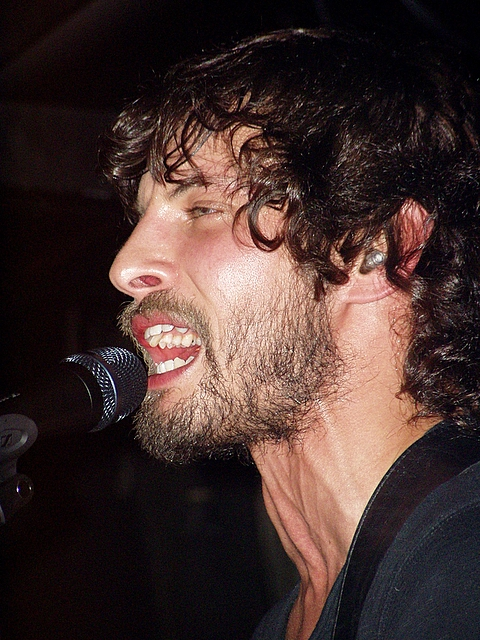
Sam Roberts in concert

Sam Roberts (Montreal, 2 oktober 1974) is een Canadese zanger en liedjesschrijver van de gelijknamige band (Sam Roberts Band).
Andere bandleden zijn Eric Fares (keyboard, gitaar, zang), Dave Nugent (gitaar, zang), James Hall (basgitaar) en Josh Trager (drums). In Canada heeft de groep meerdere hits en prijzen op haar naam staan.

## Geschiedenis van de band
Hun debuutalbum, de ep The Inhuman Condition, kwam uit in 2002. Hun eerste single, Brother Down, werd een van de grootste Canadese hits van dat jaar. Don't Walk Away Eileen volgde al snel. In 2003 brachten ze hun eerste album We Were Born in a Flame uit. Ook dit album leverde weer een aantal singles op (Where Have All The Good People Gone? en Hard Road).
In 2004 wonnen ze dan ook drie Juno Awards (album van het jaar, rockalbum van het jaar en artiest van het jaar).
In april dit jaar kwam de band met hun nieuwe album Chemical City. De eerste single, The Gate, belandde al snel op nummer één in de Canadese hitlijsten. De tweede single was Bridge to Nowhere. Voor de video werd samengewerkt met Dave Pawsey.

## Discografie

### Albums
- The Inhuman Condition (2002)
- We Were Born in a Flame  (2003)
- Chemical City (2006)
- Love at the End of the World (2008)

### Singles
- "Brother Down"
- "Don't Walk Away Eileen"
- "Hard Road"
- "Where Have All the Good People Gone?"
- "The Gate"
- "Bridge to Nowhere"
- "Them Kids"